# Catastrophe de pont
Une catastrophe de pont est la destruction catastrophique d'un pont, par surcharge, incendie, ou défaillance structurelle.
Si les ponts en bois et les ponts en pierre, les plus anciens, fragiles de par leur conception et pas toujours réalisés dans de bonnes conditions, se sont souvent effondrés ou ont été détruits par des phénomènes naturels comme les débâcles d’hivers rigoureux ou des incendies, peu de ces sinistres sont restés dans la mémoire des hommes. Seuls le pont de Stirling en Écosse en 1297 ou le premier grand incendie du pont de Londres en 1212 sont connus comme ayant généré un grand nombre de victimes.
Les catastrophes les plus spectaculaires concernent essentiellement des ponts de grandes dimensions et notamment les ponts métalliques. Pour certains, des phénomènes de résonance de l’ouvrage ont été incriminés. C’est en particulier le cas pour le pont d'Angers en France en 1850, le pont de Saint-Pétersbourg en 1905 et le pont de Tacoma (États-Unis) en 1940. Les expertises modernes ont mis en avant plutôt des défaillances de matériaux ou des phénomènes physiques particuliers comme le couplage aéroélastique tablier-vent pour le pont de Tacoma. Pour beaucoup des phénomènes naturels (tempête, séisme ou coulée de boue) sont à l’origine des sinistres.
Dans la plupart des cas, les causes sont à rechercher dans une fragilité des fondations pour les ponts anciens, ou un défaut dans les matériaux ou dans la structure pour les plus modernes. L’erreur humaine est quant à elle systématiquement présente, soit du fait d’un défaut de conception, soit au niveau de la réalisation, soit enfin dans un défaut de suivi ou d’alerte.

## Ponts en bois

### Incendie du pont de Londres (1212)
Les premiers ponts étaient en bois et étaient très sensibles au feu. L’incendie le plus spectaculaire, qui provoqua le plus grand nombre de morts, est celui qui se produisit le 10 juillet 1212 aux deux extrémités du pont de Londres et qui provoqua la mort de près de 3 000 personnes. Il ne doit pas être confondu avec le Grand incendie de Londres qui frappa le centre de Londres (Angleterre) du dimanche 2 au mercredi 5 septembre 1666.

### Pont de Stirling (Écosse - 1297)
La première grande catastrophe connue est celle de l’effondrement du pont de Stirling en Écosse en 1297 durant la bataille du pont de Stirling. La stratégie de William Wallace est alors d’attendre qu’un nombre suffisant d’Anglais aient traversé le pont pour ordonner deux charges : la première contre le gros des troupes anglaises et la seconde dans le but de couper la route à toute retraite. Le pont s’écroule au passage de la seconde charge écossaise, sous l’effet de la charge, provoquant la fuite des troupes anglaises restantes.

### Incendie du Kapellbrücke (1993)
Le Kapellbrücke, ou pont de Lucerne, était l'un des plus grands ponts couverts en bois d'Europe. Il fut détruit par un incendie le 18 août 1993 et reconstruit à l'identique l'année suivante.

## Ponts en pierre
De nombreux ponts en pierre ont été détruits sur les grands fleuves lors des multiples hivers rigoureux qui ont pu se succéder au cours des siècles, particulièrement au moment de la débâcle. Un accident indépendant de phénomènes climatiques est celui de l’affouillement en pied de pile entraînant un basculement ou un affaissement de celle-ci, puis une chute du tablier puis de l’arche. Un exemple caractéristique de ce type de désordre pour les ponts en pierre est celui du pont de Tours en France.

### Pont de Tours (France - 1978)
Le pont Wilson de Tours est le plus vieux pont de Tours encore debout, construit entre 1765 et 1778. Il est composé de quinze arches, long de 434 mètres et traverse la Loire. Quatre arches côté sud s'effondrent successivement les 9 et 10 avril 1978, suivies de la culée sud le 3 mai suivant. En tout, cinq piles et six arches s'effondrent, soit un tiers du pont, mais il n’y eut aucune victime. Le seul automobiliste présent sur le site réussit, en accélérant, à s’échapper avant que ne s’effondre la première arche.

## Ponts en briques

### Viaduc de Barentin (France - 1846)
Le 10 janvier 1846 vers 6 h du matin, le viaduc de Barentin s'effondre alors qu'il est presque terminé, créant de vives polémiques, accusant la surcharge de ballast ou la faiblesse des piliers. Il est rapidement reconstruit en six mois, nécessitant seize millions de briques.

## Ponts métalliques
Au XIXe siècle et au début du XXe siècle, plusieurs accidents de ponts métalliques se sont produits et un phénomène de mise en résonance de l’ouvrage a été évoqué au passage de troupes. Lorsque la fréquence de l'action extérieure coïncide avec la fréquence de résonance de la vibration de la passerelle, il y aurait une forte augmentation de l'amplitude du pont, et l'ouvrage ne le supporterait pas. Ce serait ainsi le cas pour les ponts de la Basse-Chaîne à Angers, France (1850), le Pont égyptien (Saint-Pétersbourg, 1905) et le pont de Tacoma (États-Unis, 1940). Dans beaucoup de manuels figurent ces explications; toutefois la connaissance actuelle du comportement des matériaux retient d'autres explications pour ces catastrophes.

### Pont de la Basse-Chaîne (France - 1850)

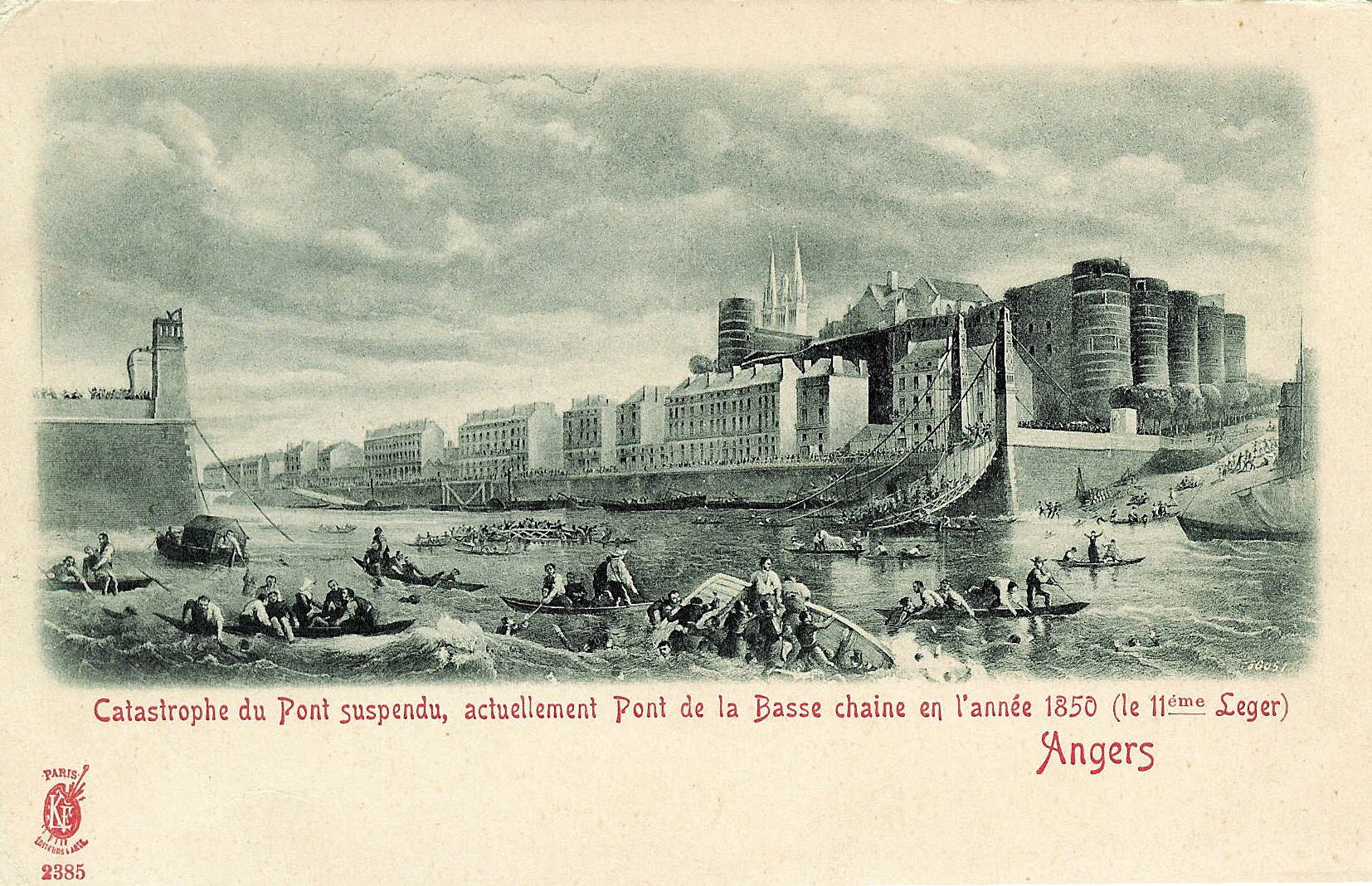
La rupture du Pont de la Basse-Chaîne à Angers en 1850.

Le pont de la Basse-Chaîne (Angers), inauguré en septembre 1838, était un pont suspendu ancré au sol, conçu par l'architecte Joseph Chaley et autorisé par le décret royal du 12 juin 1835 pour une durée de concession de 35 ans.
Le matin du 16 avril 1850, le 3e bataillon du 11e régiment d'infanterie légère partait en direction de la place de l'Académie pour y passer une revue. Ils revenaient du bois d'Avrillé où ils avaient fait une halte pour prendre un repas. Ce jour-là, une tempête épouvantable s'abattait sur Angers mais les hommes continuèrent leur marche en direction du pont. Le lieutenant-colonel Simonet, qui commandait la troupe, avait fait rompre le pas.
Une partie du bataillon avait atteint la rive gauche quand le vent violent provoqua des oscillations du pont suspendu, qui furent accentuées par les soldats se balançant d'un côté à l'autre, dans le but d'équilibrer le tablier. Un « craquement formidable » se fit entendre, puis le poids des soldats acheva la rupture des câbles de suspension qui précipita le régiment dans la rivière, provoquant la mort de 223 hommes (226 selon certaines sources), parfois transpercés dans leur chute par leurs baïonnettes. Deux employés d'octroi qui accompagnaient le bataillon moururent noyés dans ce drame. Les écrits, qui tentent de faire part de l'horreur de la scène, mentionnent : « La Maine devint rouge et vit se débattre dans les affres de la mort 485 soldats ». Plus tard, la tempête, ainsi que l'oxydation des câbles du pont suspendu seront mis en cause dans cette tragédie.
La variante de l'histoire accuse la marche au pas du régiment d'être responsable de la rupture du pont, pourtant arrêtée avant l'entrée du pont selon certains écrits : les vibrations régulières sur le pont suspendu donnèrent au tablier un mouvement ondulant, s'amplifiant car entretenu par le pas des soldats jusqu'à l'entrée en résonance du pont et sa destruction. Le matériau constitutif du tablier du pont, à savoir l'acier, a alors vibré selon la même fréquence que le rythme de la marche au pas du régiment, ce qui a généré ce phénomène. Cette version est contestée puisqu'un règlement interdisant la marche au pas sur les ponts existait avant cette catastrophe.

### Pont suspendu de Yarmouth (Angleterre - 1845)
Le pont suspendu de Yarmouth, dans la ville Great Yarmouth (Royaume-Uni) s’est effondré le 2 mai 1845 sous une surcharge occasionnée par le passage d'enfants sur l'ouvrage. 79 personnes périrent dans cette catastrophe. Ils s'étaient rassemblés sur le pont pour voir un clown cascadeur dans un tonneau tiré par des oies sur la rivière. Quand il est passé sous le pont, l'ensemble de la charge s'est brutalement déplacée, provoquant la rupture des chaînes sur le côté sud, entraînant la chute du tablier dans son ensemble.

### Pont ferroviaire du Tay (Écosse - 1879)

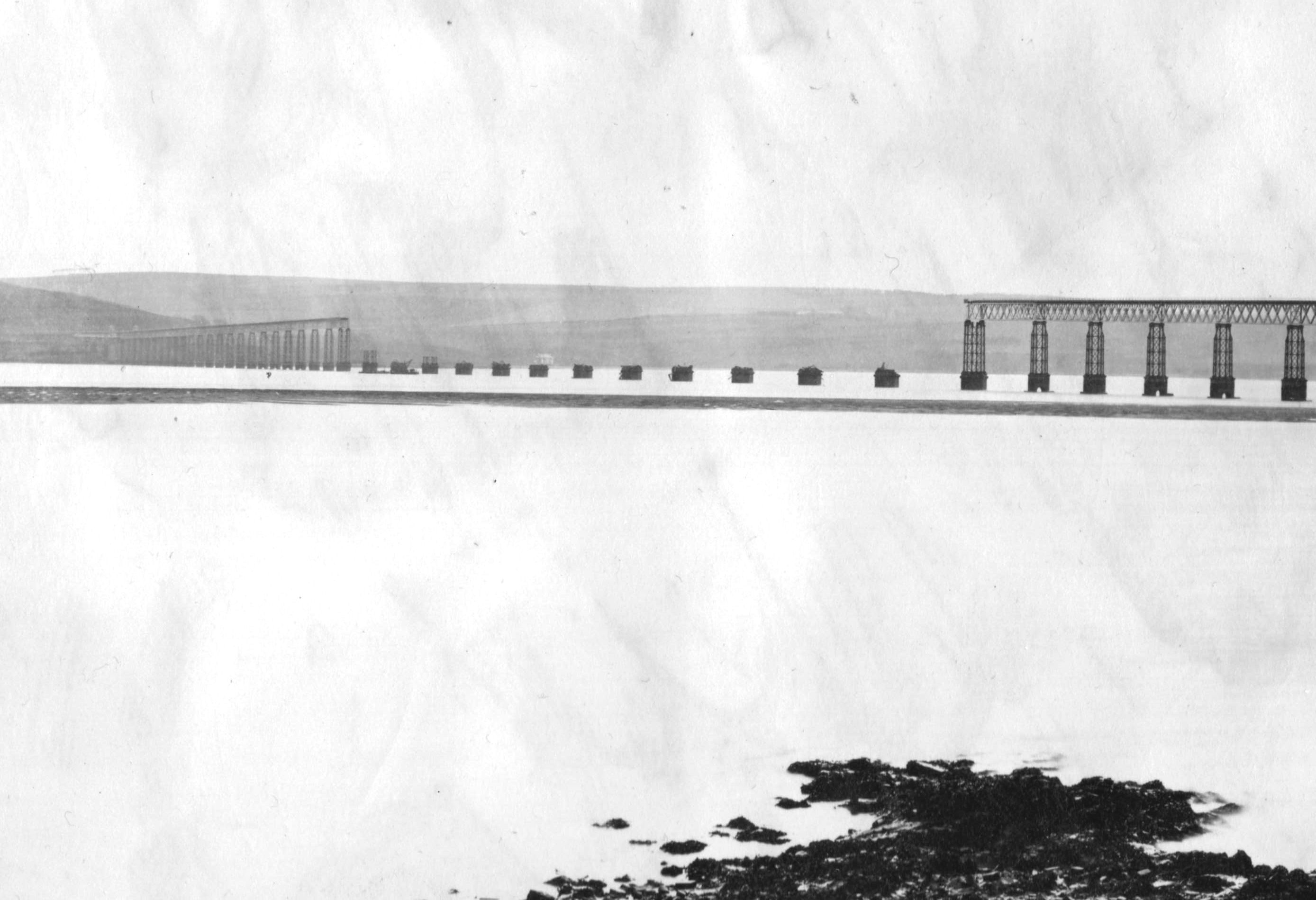
Les travées manquantes, après la catastrophe

Inauguré le 26 septembre 1877, le pont ferroviaire du Tay dessert la ligne Édimbourg-Dundee. Conçu par l'ingénieur architecte Thomas Bouch, il est alors le plus long pont du monde, avec 85 travées. La portion centrale de l'ouvrage était constituée de treize travées de 60 mètres de portée à 27 mètres au-dessus des eaux. Le 28 décembre 1879 une forte tempête s'abattit sur l'Écosse avec des vents de force 10 à 11 sur l'échelle de Beaufort, provoquant l'effondrement du pont sur sa partie centrale lors de la traversée d'un train, faisant environ 75 victimes.
Des défauts de conception (circulation du train dans sa partie centrale entre les poutres porteuses et non au-dessus, vent de référence insuffisant) et de réalisation (des barres de contreventement non fixées et donc sans effet), l'effet du vent et le passage du train (vitesse excessive du convoi) sont des causes qui ont été évoquées dans cette catastrophe. L'enquête conclut que le pont avait été « mal conçu, mal construit et mal entretenu ».

### Pont ferroviaire sur la Birse (Suisse - 1891)
Le 14 juin 1891, le pont métallique ferroviaire sur la Birse près de Münchenstein en Suisse, construit en 1875 par Gustave Eiffel, cède sous le poids d'un train. Cet événement, actuellement la plus grande catastrophe ferroviaire en Suisse, fit 71 morts et 170 blessés.

### Pont égyptien (Saint-Pétersbourg - 1905)

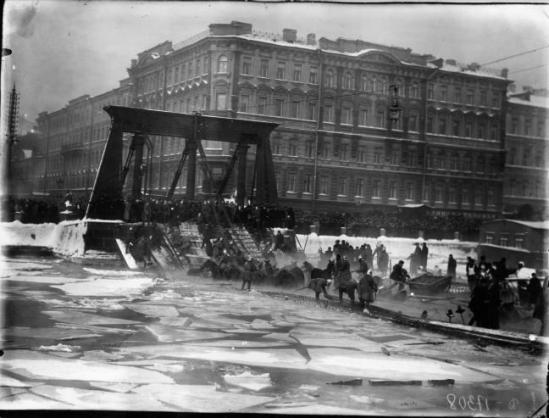
L'effondrement de 1905

Le pont Égyptien (en russe : Египетский мост) à Saint-Pétersbourg en Russie est un pont prolongeant l'avenue Lermontov et enjambant la Fontanka. Le pont d'origine, prévu pour les piétons et les véhicules tirés par des chevaux, exista jusqu'au début du XXe siècle, avant de s'effondrer le 20 janvier 1905 quand un escadron de cavalerie le traversa. Le pont actuel est construit au même emplacement en reprenant les sphinx, œuvres de Pavel Sokolov, ainsi que d'autres détails du pont d'origine, ce qui en fait une simple évocation, assez superficielle, de la splendeur d'antan. Ce pont-ci fut achevé en 1955.
Comme pour le pont de la Basse-Chaîne, un phénomène de mise en résonance du pont au passage de la troupe a été évoqué. Toutefois les experts pensent désormais qu'il s'agit plutôt soit d'un problème de conception, soit d'un défaut dans l'acier d'une des chaînes.

### Pont de Québec

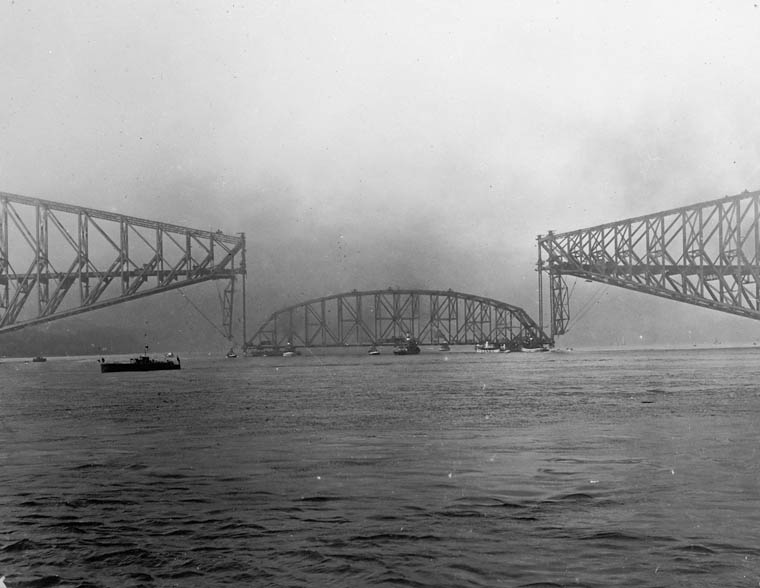
Élévation de la travée centrale en 1916, juste avant l'effondrement.

#### Premier effondrement (1907)
Le 29 août 1907 à 17 h 37, après quatre années de construction, la partie sud du pont s'effondra dans le fleuve St-Laurent en à peine 15 secondes, et à peine 20 minutes avant la fin de la journée de travail. Des 100 travailleurs qui s'y trouvaient, 76 furent tués et les autres furent blessés. 33 des victimes étaient des travailleurs Mohawks de la réserve de Kahnawake, 17 autres victimes étaient originaires des États-Unis, et 26 étaient des Québécois. La tradition orale des Hurons-Wendat de Wendake fait également état de six ou sept victimes provenant de leurs rangs.

#### Deuxième effondrement (1916)
Le 11 septembre 1916, alors que la partie centrale préfabriquée était en train d'être élevée en place entre les deux sections rebâties, un effondrement tue treize personnes.

### Pont de Saint-Denis-de-Pile (France - 1931)
Le 3 juin 1931 au matin, 16 camions sont utilisés pour les essais de charge du pont de Saint-Denis-de-Pile avec un poids total de 120 tonnes. 
En s'engageant sur le pont, le quatorzième véhicule se déporta et heurta un câble de suspension, un hauban.
Le camion qui le suivait le percuta par l'arrière et le projeta plus violemment sur le câble déjà fragilisé, qui céda en quelques secondes. 
Les haubans se séparèrent du pont qui se cassa en deux plaques qui plongèrent dans la rivière.
Douze camions et leurs passagers furent immédiatement engloutis dans les eaux.
L'accident causa la mort de treize personnes et fit seize blessés graves ainsi que la « une » de toute la presse nationale.

### Pont de Tacoma (États-Unis - 1940)
Le premier pont de Tacoma est un pont suspendu qui franchissait le détroit de Tacoma, un rétrécissement du Puget Sound, et reliait les villes de Tacoma et Gig Harbor dans l'État de Washington au reste des États-Unis. Inauguré le 1er juillet 1940, il s'est effondré le 7 novembre 1940, lors d'un des plus célèbres et spectaculaires accidents de génie civil.
La destruction du pont est due au vent. L’explication réside dans le couplage aéroélastique du vent et de la structure. L'énergie du vent se transfère au pont et les oscillations s'amplifient progressivement jusqu'à la ruine. Les oscillations ont duré plus de 45 minutes avant l'effondrement.
La vitesse du vent lors de l'accident n'était que de 67 km/h et le pont avait été dimensionné pour des vitesses beaucoup plus élevées, mais en ne tenant compte que des effets statiques.
Une explication erronée de l’accident, néanmoins très répandue, consiste à incriminer un phénomène de résonance entre le pont et des tourbillons d’air formés dans le sillage du tablier (tourbillons de von Kármán). Du fait de ces tourbillons, une variation alternative de la pression de l'air sur le tablier se produirait. Lorsque la fréquence de cette force correspond à l'une des fréquences de vibration naturelle du pont, un phénomène de résonance se déclencherait.

### Le pont du Tangiwai (Nouvelle-Zélande - 1953)
La catastrophe du Tangiwai du 24 décembre 1953 a été le pire accident ferroviaire en Nouvelle-Zélande. Un express de nuit assurant la liaison de Wellington à Auckland est tombé dans la rivière Whangaehu à Tangiwai, à dix kilomètres (six miles) à l'ouest de Waiouru. Le pont sur la North Island Main Trunk Railway sur la rivière avait été gravement endommagé quelques minutes plus tôt par un lahar (coulée boueuse d’origine volcanique) du mont Ruapehu. La locomotive à vapeur de classe KA, les cinq voitures de seconde classe, et la voiture de tête de première classe ont déraillé, causant la mort de 151 des 285 personnes à bord du train. Sur les 176 passagers de seconde classe à bord, seulement 28 ont survécu,.

### Silver Bridge (États-Unis - 1967)

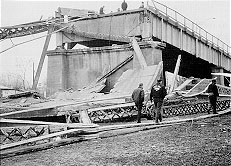
Le Silver Bridge après son effondrement, vu de l'Ohio.

Le Silver Bridge est un pont suspendu qui fut construit en 1928 et fut nommé ainsi à cause de sa peinture aluminium. Ce pont qui enjambait l'Ohio reliait Point Pleasant (Virginie-Occidentale) à Gallipolis (Ohio).
Le 15 décembre 1967, vers 17 h, le pont s’est soudainement effondré dans la rivière Ohio. Trente et un véhicules sur les trente-sept qui étaient sur le pont au moment du sinistre, ont été précipités dans le fleuve entraînant la mort de quarante-six personnes et neuf autres ont été grièvement blessés.
L'examen des débris révéla que la cause de l'effondrement était la défaillance d'une seule barre à œil d'une suspension à chaîne, due à un petit défaut profond de 0,1 pouce (2,54 mm).

### Pont de Sully-sur-Loire (France - 1985)
Le 16 janvier 1985 à 7 h 40, par un froid intense (température de −20 °C), le tablier du pont suspendu de Sully-sur-Loire (Loiret) s'effondre sur toute sa longueur dans le lit de la Loire.
L'examen des aciers a montré qu'il s'agissait de ruptures fragiles au niveau des suspentes et des étriers liées aux caractéristiques chimiques des aciers (forte teneur en carbone, en soufre et phosphore), aux amorces de rupture par usinage des filetages et à une très faible résilience, notamment à basse température (résilience en KV 2,5 joules à −20 °C - 4 joules à −0 °C et 6 joules à +20 °C).

### Pont de Mirepoix-sur-Tarn (France, 2019)
Le 18 novembre 2019, le tablier du pont s'effondre vers 8 h du matin lors du passage d'un convoi de l'entreprise de bâtiment et travaux publics (BTP) Puits Julien Fondations de plus de 51 tonnes — composé d'un tracteur routier d'une masse à vide de 9,5 tonnes conduit par le gérant de la société, d'une semi-remorque de 10,9 tonnes et d'une foreuse de puits de 30,8 tonnes selon le procureur de la République responsable de l'enquête  — donc en forte surcharge pour un pont limité à 19 tonnes et à un seul camion sur le pont,,,. 
Le camion et une voiture et leurs occupants sont précipités dans les eaux du Tarn.
L'effondrement fait l'objet d'un rapport du BEATT qui conclut sur le non-respect de la réglementation par les véhicules.

## Ponts en béton

### Pont de Koror-Babeldaob
Ce pont en cantilever situé aux Palaos s'effondre en 1996, faisant deux morts et coupant la capitale du reste du pays.

### Viaduc du Souvenir (Québec - 2000)
Boulevard du Souvenir overpass collapse (en)

### Pont Hintze Ribeiro (Portugal - 2001)
Le 4 mars 2001, à 21 h 15, alors que des pluies intenses s'abattent sur toute la région du Douro depuis plusieurs jours, le 4e pilier du pont Hintze Ribeiro est emporté par la crue, entraînant avec lui trois des cinq travées centrales du tablier ainsi que 59 personnes qui passaient à ce moment-là sur l'ouvrage. Il n'y a aucun survivant et les opérations de secours sont extrêmement compliquées en raison de l'impressionnant débit du fleuve. En tout, 36 victimes ne seront jamais retrouvées. Les travées du pont avaient chacune une portée de 50 mètres. Quatre véhicules ont été entraînés dans la chute de l'ouvrage (dont un autocar).
Le pont avait été construit entre 1884 et 1888. Le 13 mars 1919, la travée de rive (première section) du côté de Castelo de Paiva avait été dynamitée lors de la révolte de la Monarchie du Nord. Le pont ne sera rétabli qu'en 1928.
Le pont, bien que dans un état peu reluisant, n'était pourtant pas au bord de la ruine. En fait, la cause de l'effondrement du quatrième pilier est due à un contexte hydraulique particulier. Lors de la rupture, l'eau n'était pas à son plus haut niveau historique, une crue précédente étant montée à trois mètres du tablier en 1909. En revanche, les ouvrages hydrauliques disposés en amont ont conduit à un flux hydrologique (décharges des barrages notamment) provoquant l'érosion du lit du fleuve. De plus, le phénomène a été accentué par de nombreux prélèvements de sable ainsi que par les conditions climatiques et la pluviométrie qui n'ont fait qu'augmenter le débit érodant. Le pilier qui a cédé est également le seul à être fondé sur des pieux en bois, car le bon sol granitique était trop profond à cet endroit pour être atteignable. De fait, l'érosion a joué un rôle prépondérant dans la déstabilisation de la pile. En aval du pont, dans le lac formé par le barrage de Crestuma, à certains points du profil en long du Douro, les affouillements ont atteint l'impressionnante taille de 28 mètres (profil en long = Coupe longitudinale sur la ligne axiale du fleuve permettant de voir la dénivellation d'un tracé, comme pour les profils en long de route construits de manière analogue).
À la suite de ce désastre, le gouvernement portugais a été accusé de négligence. La pression politique et publique a entrainé la démission du Ministre de l'équipement social Jorge Coelho avec cinq de ses secrétaires d'État. Bien que cette tragédie ne soit pas de la responsabilité d'une personne en particulier (d'ailleurs il n'y eut aucune condamnation), mais plutôt à une série de négligences de plusieurs autorités compétentes, la carence du gouvernement était réelle : les élus locaux avaient demandé à de nombreuses reprises des mesures financières pour l'entretien de l'ouvrage. En 1986, des images filmées lors d'une plongée montrent déjà des faiblesses dans la fondation du pilier. Les derniers travaux structurels remontaient à 1990.
En janvier 2003, un monument dédiés aux victimes appelé "Ange du Portugal" (Anjo de Portugal) est construit entre les deux nouveaux ponts enjambant le Douro.

### Pont d'Andorre (Andorre - 2009)
Le 8 novembre 2009, un pont en construction dans la vallée d'Andorre s'effondre partiellement entraînant la mort d'ouvriers du chantier.

### Pont Morandi (Italie - 2018)
Le 14 août 2018, le pont Morandi, qui franchit le val Polcevera à Gênes, s'effondre en partie (250 m). Le bilan est de 43 morts et de nombreux blessés.

### Pont de Pittsburgh (États-Unis - 2022)
Le vendredi 28 janvier 2022, un pont s'effondre à Pittsburgh, sans faire aucun mort.

## Sinistres de guerres ou d’attaques terroristes
Il existe de nombreux cas d'attaques terroristes sur les ponts : leur érosion est aussi un moyen connu de la guérilla. La plus grande catastrophe de ce genre a eu lieu en Inde en 2002, quand un pont ferroviaire traversant la rivière Dhava a été détruit provoquant la mort de 130 personnes.
De nombreux ponts ont été détruits lors de guerres : un exemple récent fut le Stari Most, le pont en pierre de Mostar en Bosnie-Herzégovine. Pendant la guerre de Bosnie-Herzégovine en 1993, les Croates et Bosniaques s’affrontèrent pendant un peu moins d’un an dans la ville, et le pont fut détruit par les forces croates du HVO le 9 novembre 1993 pour interrompre les passages bosniaques.

## Causes communes
Dans la plupart des cas, les causes sont à rechercher dans un défaut dans les matériaux ou dans la structure. L’erreur humaine est quant à elle systématiquement présente, soit du fait d’un défaut de conception, soit au niveau de la réalisation, soit enfin dans un défaut de suivi ou d’alerte.